# Ein perfekter Mord
Ein perfekter Mord ist ein US-amerikanischer Thriller von Andrew Davis aus dem Jahr 1998. Er basiert frei auf dem Theaterstück Bei Anruf – Mord (Dial M for Murder) von Frederick Knott. Knotts Stück wurde 1954 schon einmal von Alfred Hitchcock unter dem Titel Bei Anruf Mord verfilmt.

## Handlung
Emily Bradford Taylor, die junge Ehefrau des Unternehmers Steven Taylor, ist Erbin eines 100-Millionen-Dollar-Vermögens. Sie ist unglücklich in ihrer Beziehung und betrügt ihren Mann mit dem Maler David Shaw, der sich gewerbsmäßig an reiche Frauen heranmacht. Steven, der mit Bankkrediten hochriskante Devisentermingeschäfte abgeschlossen hat und nun drohenden Nachschussaufforderungen nicht nachkommen kann, steht vor dem geschäftlichen Ruin. Er entdeckt die Affäre seiner Frau, setzt sich mit Shaw in Verbindung und verlangt von ihm, dass er Emily ermordet. Steven würde so zum Erben von Emilys Vermögen und könnte sich ins Ausland absetzen. Er erpresst Shaw mit dessen krimineller Vergangenheit. Steven hat umfangreiche Ermittlungen zu Shaws bisherigen Betrügereien durchführen lassen und konfrontiert ihn mit seiner wahren Identität: Winston Lagrange. Zudem erpresst er ihn mit einem Betrug, den David in Florida begangen hat, wo ihm eine lange Haftstrafe droht. Steven übergibt Shaw 100.000 Dollar Anzahlung, weitere 400.000 Dollar soll Shaw nach vollbrachter Tat erhalten.
Steven bestellt Shaw in sein Penthouse und erläutert minutiös seinen Mordplan. Er hinterlegt den Wohnungsschlüssel seiner Frau im Treppenhaus. Er weist ihn an, die Türe aufzusperren und Emily in der Küche umzubringen, damit die Sache wie ein Einbruch aussieht, bei dem Emily den Täter überrascht. Er werde zu dieser Zeit bei seiner wöchentlichen Pokerrunde sein und ein Alibi für den Tatzeitpunkt haben. Um 22 Uhr würde Steven zu Hause anrufen, um Emily in die Küche zu locken. Der Plan gelingt jedoch nicht: Emily leistet Widerstand und ersticht in Notwehr den maskierten Eindringling, indem sie ein Bratenthermometer zu fassen bekommt und ihn an der Halsschlagader trifft. Als Steven nach Hause kommt, muss er feststellen, dass Emily lebt und der Auftragskiller in einer Blutlache tot in der Küche liegt. In aller Eile verursacht Steven Einbruchspuren, bevor die Polizei eintrifft, nimmt den Schlüssel an sich, den er bei der Leiche findet, und hängt ihn zurück an den Schlüsselbund seiner Frau. Als die Polizei der Leiche die Maske abnimmt, stellt sich heraus, dass der Tote nicht sein Nebenbuhler ist, sondern ein unbekannter Mann.
David hat Steven bei der Planung des Mordes auf Band aufgenommen und den Mordauftrag an einen Freund weitergegeben, den er aus dem Gefängnis kennt. Nun erpresst er von Steven den Rest des Geldes. Emily stellt fest, dass ihr Wohnungsschlüssel nicht passt, obwohl die Schlösser nicht ausgetauscht worden sind, und erfährt auf Nachfrage, dass ihr Mann vor dem Bankrott steht. Sie beginnt, Verdacht zu schöpfen. Bei einem Gespräch mit dem ermittelnden Kriminalbeamten der Polizei gelingt es ihr, einen Blick in die Akte zu werfen und die Adresse des Einbrechers zu erfahren.
Sie erfährt auch, dass bei ihm kein einziger Schlüssel gefunden worden ist, nicht einmal ein Wohnungsschlüssel. Sie sucht die Adresse auf und stellt fest, dass der Wohnungsschlüssel des Toten an ihrem eigenen Bund hängt. Ihr eigener Schlüssel wiederum ist verschwunden. Als Emily ihren Mann deswegen zur Rede stellt, gibt er die Manipulationen zu, macht ihr jedoch glaubhaft weis, er habe sie damit vor dem Erpresser David schützen wollen und könne deswegen jetzt nicht zur Polizei gehen. Unter Tränen bittet Emily ihren Mann um Verzeihung. Steven übergibt David das Geld, erfährt jedoch dabei durch einen Anruf des Reisebüros, der für David bestimmt wäre, mit welchem Zug sich dieser absetzen will. Er lauert ihm im reservierten Zugabteil auf, entreißt ihm seine Pistole und ersticht ihn mit einem Küchenmesser. Er findet bei David einen Aufgabeschein der Post. Dieser hat Emily das verräterische Tonband in einem Umschlag per Boten geschickt. Steven gelingt es, den Umschlag an sich zu nehmen, bevor Emily ihn öffnen kann, und legt das Band und Davids Pistole in seinen Tresor.
Während Steven duscht, öffnet Emily den Tresor und findet das Band. Sie überrascht ihn dabei, als er den Wohnungsschlüssel aus dem Treppenhaus beseitigen will. Der Einbrecher hat ihn nicht eingesteckt, sondern nach dem Aufsperren sofort wieder zurückgelegt. Es kommt zu einer offenen Auseinandersetzung. Steven attackiert Emily, wirft sie zu Boden und hat vor, sie umzubringen. Als sich Steven erneut auf Emily stürzen will, wird er von ihr mit der Pistole, die sie ebenfalls aus dem Tresor genommen hat, erschossen. Als die Polizei alles erfährt, betrachtet sie ihre Tat als Notwehr und lässt sie in Frieden gehen.

## Synchronisation
Die deutsche Fassung entstand bei der RC Production Rasema Cibic in Berlin. Für das Dialogbuch und die Regie war Marianne Groß verantwortlich.
| Darsteller        | Rolle                          | Synchronsprecher  |
| ----------------- | ------------------------------ | ----------------- |
| Michael Douglas   | Steven Taylor                  | Volker Brandt     |
| Gwyneth Paltrow   | Emily Bradford Taylor          | Katrin Fröhlich   |
| Viggo Mortensen   | David Shaw                     | Bernd Vollbrecht  |
| Sarita Choudhury  | Raquel Martinez                | Anke Reitzenstein |
| Michael P. Moran  | Bobby Fain                     | Jürgen Kluckert   |
| David Suchet      | Mohamed Karaman, Mordermittler | Lutz Riedel       |
| Constance Towers  | Sandra Bradford                | Bettina Schön     |
| Michael H. Ingram | Albert                         | Gerd Holtenau     |
| Gerry Becker      | Anwalt Roger Brill             | Klaus Jepsen      |
| Novella Nelson    | Botschaftern Alice Wills       | Gisela Fritsch    |
| Peter Benson      | Monica Parker                  | David Nathan      |
| Will Lyman        | Jason Gates                    | Henning Gissel    |
| William Bogert    | Robert Harrington              | Gerhard Paul      |

## Kritiken
Cinema 10/1998 nannte den Film ein „mäßige[s] Remake des Hitchcock-Krimis ‚Bei Anruf Mord‘“. TV Today 22/1998 schrieb, der Film sei „elegant“ und „solide“, biete aber keine Überraschungen. TV Movie 22/1998 war der Ansicht, der Film werde dem Original „bei weitem nicht gerecht“.

„Kriminaldrama […], das […] sich stilistisch am Oberflächenglanz seiner Schauplätze orientiert. Handwerklich solide und recht spannend inszeniert, inhaltlich wie darstellerisch aber frei von Überraschungen.“

## Auszeichnungen
- Die Deutsche Film- und Medienbewertung FBW in Wiesbaden verlieh dem Film das Prädikat „wertvoll“.[4]
- Blockbuster Entertainment Award für Gwyneth Paltrow 1999, Nominierungen für Michael Douglas und Viggo Mortensen
- ASCAP Film and Television Music Award für James Newton Howard 1999

## Hintergründe
Der Film wurde in New York City, auf Long Island und in New Jersey gedreht. Er spielte in den Kinos der USA ca. 67,6 Millionen US-Dollar ein sowie ca. 32 Millionen US-Dollar in den anderen Staaten.
Wie bei Psycho starb das Opfer in der 47. Filmminute.